# Иван Пирковић
Иван Пирковић (фр. Ivan Pirkovic; 3. фебруар 1989) српски је рагбиста и некадашњи рагби репрезентативац Србије.

## Рагби каријера
Прошао је млађе селекције београдског рагби клуба "Рад". Након преласка у сениоре, први тим, наставио је да игра за свој клуб цео живот. Повремено је био капитен Рада. Један је од ретких српских рагбиста, који су добили прилику да играју у колевци рагбија, Енглеској. Иван је играо за велики енглески клуб "Бристол".

## Репрезентација Србије
Представљао је Републику Србију у две варијанте рагбија, 7 и 15.

## Играчки квалитети
Покрива неколико позиција у дијагонали, најчешће игра центра или крило. У одбрани је чврст и има добру технику обарања, у нападу га красе срчаност и пробојност.

## Успеси са екипом
Регионални вицепрвак са Радом 2008, 2009, 2010, 2012.
Првак Републике Србије у рагбију 15 са Радом 2007, 2008, 2009, 2010, 2011, 2012, 2013, 2017, 2022.
Освајач Купа Републике Србије у рагбију 15 са Радом 2009, 2012, 2013, 2017, 2018, 2020, 2022.

## Приватан живот
Основао је породицу. Ожењен је и има дете.